# Oteșani
Oteşani é uma comuna romena localizada no distrito de Vâlcea, na região de Oltênia. A comuna possui uma área de 37.48 km² e sua população era de 2891 habitantes segundo o censo de 2007.